# مدعو الإعاقة
مدعو الإعاقة هو مصطلح من مصطلحات الثقافة الفرعية والذي يعني أن يتصرف الشخص كما لو أنه مُعاق. ويمكن تصنيفه كنوع من الاضطراب المصطنع أو كفتيشية طبية.
وتتلخص إحدى النظريات في أن مدعي الإعاقة قد يمثلون «الحلقة المفقودة» بين محب الإعاقة ومتمني الإعاقة، مما يوضح التواصل المستمر المفترض بين أولئك الذين ينجذبون إلى ذوي الإعاقة وأولئك الذين يرغبون بشكل كبير أن يصبحوا معاقين. ويستخدم العديد من متمني الإعاقة أسلوب التظاهر كوسيلة لاسترضاء الألم العاطفي الشديد المرتبط بوجود اضطراب سلامة الهيئة والهوية الجسدية.
ويتخذ التظاهر بالإعاقة أشكالاً متنوعة. حيث يشتكي بعض مستخدمي غرف الدردشة على مواقع الإنترنت الذين يقومون بإرضاء محبي الإعاقة أن زملاءهم في غرف الدردشة الذين افترضوا أنهم إناث اتضح أنهم ذكور محبون للتظاهر بالإعاقة. وقد يشير هذا الشكل من أشكال التظاهر (حيث يستمد المحب للإعاقة متعة من التظاهر بأنه امرأة معاقة) إلى وجود استعداد كبير للتظاهر بين محبي الإعاقة.
ويشمل التظاهر ارتداء الملابس والتصرف بطرق مماثلة تمامًا لذوي الإعاقة، بما فيها الاستفادة من الوسائل المساعدة (العكازات والكراسي المتحركة والعصي البيضاء إلخ) التي يستخدمونها عادة. وقد يأخذ التظاهر أيضًا شكلاً من أشكال إقناع المحب للإعاقة شريكه بلعب دور الشخص المُعاق. ويمكن ممارسة التظاهر بالإعاقة في الأوقات الخاصة أو العلاقة الحميمية أو في الأماكن العامة، وربما يظل لفترات طويلة بشكل مثير للدهشة. وفي الحالة الأخيرة، يأمل بعض مدعي الإصابة أن تصبح هذه الإعاقة دائمة مثل تلك التي تحدث من خلال نخر الأنسجة الناجمة عن إمدادات الدم القليلة.